# Akrecijski disk
Akrecijski disk je svemirska pojava. Do pojave dolazi nastaje akrecijom, spiralnim padanjem difuzne tvari na svemirsko tijelo (protozvijezdu, bijeloga patuljka, neutronsku zvijezdu, crnu rupu ili jezgru galaktike) pri čemu dolazi do prirasta mase tog tijela. Tvar pada na tijelo pod utjecajem gravitacije. Oblik diska nastaje pod velikom kutnom količinom gibanja. U ovom procesu djeluje više sila, poput gravitacijske, magnetske, sile trenja zbog čega se padajuća tvar zagrijava. Pri tome se emitira elektromagnetsko zračenje. Tijelo oko kojega se oblikovao akrecijski disk uvjetuje koja će biti frekvencija zračenja. Kod protozvijezda zračenje biva infracrveno, kod bijelog patuljka zračenje je vidljivi dio spektra, kod neutronske zvijezde ili crne rupe pojavljuje se rendgensko zračenje. Danas se u znanosti smatra da ako se akrecijski disk stvori oko supermasivne crne rupe da će nastati kvazar i da je zračenje akrecijskog diska oko te rupe odgovorno za veliki sjaj kvazara. Akrecijski disk česti je oblik u sustavima bliskih dvojnih zvijezda.